# Билибин, Георгий Алексеевич
Георгий Алексеевич Билибин (1892 — ?) — участник революционного движения, в 1921—1922 председатель Калужского уисполкома.
Родился в с. Ромоданово (под Калугой). Из крестьян.
Участвовал в вооружённом восстании в Москве. Член РСДРП(б) с 1917.
С февраля 1918 работал в Калуге, комиссар военного отдела. Один из организаторов уездного комитета РКП(б).
В 1920—1921 зав. Калужским уездным земельным комитетом, отделом народного образования.
В 1921—1922 председатель исполкома Калужского уездного Совета.
В 1928 г. окончил Московский межевой (геодезический) институт. Работал на руководящих инженерных должностях.
В 1941 г. боец 6-й дивизии народного ополчения Москвы, воевал на Западном фронте.
Награжден орденом Трудового Красного Знамени.